# Перелік пам'яток культурної спадщини, що не підлягають приватизації (Автономна Республіка Крим)
В АР Крим (окремо від Севастополя) до переліку пам'яток культурної спадщини, що не підлягають приватизації, внесено 186 об'єктів культурної спадщини України.

## Сімферополь
| Найменування пам'ятки                                                 | Час створення  | Місце розташування                                      | Охоронний номер |
| --------------------------------------------------------------------- | -------------- | ------------------------------------------------------- | --------------- |
| Будівля окружного суду                                                | 1907 рік       | м. Сімферополь, вул. М. Гоголя, 14                      | 5-Кр            |
| Будівля банку                                                         | 1913 рік       | м. Сімферополь, вул. М. Горького, 4                     | 7-Кр            |
| Будівля кінотеатру "Баян"                                             | 1911 рік       | м. Сімферополь, вул. М. Горького, 5                     | 8-Кр            |
| Будинок, у якому працював М.І. Пирогов, будинок дворянського зібрання | 1847 рік       | м. Сімферополь, вул. М. Горького, 10                    | 9-Кр            |
| Жіноча гімназія Станішевської                                         | 1901 рік       | м. Сімферополь, вул. Леніна, 17 вул. Пролетарська, 2    | 26-Кр           |
| Будівля банку "Азово-Донський"                                        | 1905 рік       | м. Сімферополь, вул. Р. Люксембург, 4                   | 32-Кр           |
| Будівля театру                                                        | 1911 рік       | м. Сімферополь, вул. О. Пушкіна, 15                     | 49-Кр           |
| Будинок притулку для дівчат графині Адлерберг                         | 1869-1904 роки | м. Сімферополь, вул. О. Пушкіна, 18/ вул. М. Гоголя, 12 | 50-Кр           |

## Алуштинська міська рада
| Дача О. М. Бекетова                                                  | 1898 рік            | м. Алушта, вул. Набережна, 6              | 8   |
| Будинок, у якому перебували ув'язнені члени уряду Республіки Тавриди | кінець XIX сторіччя | м. Алушта, вул. Леніна, 20                | 235 |
| Будинок, у якому жив С.М. Сергєєв-Ценський                           | 1906 рік            | м. Алушта, вул. С. Сергєєва- Ценського, 5 | 237 |

## Бахчисарайський район
| Бахчисарайський палацово-парковий комплекс (Ханський палац): | XVI-XVIII сторіччя                         | м. Бахчисарай, вул. Річкова, 133              | 285/0    |
| корпус головний                                              | -"-                                        | -"-                                           | 285/1    |
| гарем                                                        | XVIII сторіччя                             | -"-                                           | 285/2    |
| корпус графський (світський)                                 | XVI-XVIII сторіччя                         | -"-                                           | 284/3    |
| кухня ханська                                                | -"-                                        | -"-                                           | 285/4    |
| корпус стайневий                                             | -"-                                        | -"-                                           | 285/5    |
| корпус бібліотечний                                          | XIX сторіччя                               | -"-                                           | 285/6    |
| башта Соколина                                               | XVIII сторіччя                             | -"-                                           | 285/7    |
| мечеть ханська                                               | 1740-1743 роки                             | -"-                                           | 285/8    |
| гробниця "Дюрбе Діляри-Бикеч"                                | 1764 рік                                   | -"-                                           | 285/9    |
| лазня Сари Гюзель                                            | 1533 рік                                   | -"-                                           | 285/10   |
| гробниця "Південне ханське дюрбе"                            | XVII сторіччя                              | -"-                                           | 285/11   |
| гробниця "Північне ханське дюрбе"                            | XVI сторіччя                               | -"-                                           | 285/12   |
| ротонда надгробна                                            | XVIII сторіччя                             | -"-                                           | 285/13   |
| набережна р. Чурук-Су з трьома мостами                       | XVI сторіччя                               | -"-                                           | 285/14   |
| сади і паркові споруди                                       | XVI-XVIII сторіччя                         | -"-                                           | 285/15   |
| миля Єкатерининська                                          | 1787 рік                                   | -"-                                           | 285/16   |
| кладовище палацове                                           | XVI-XVIII сторіччя                         | -"-                                           | 285/17   |
| Гробниця "Дюрбе великий восьмигранник"                       | XVI сторіччя                               | м. Бахчисарай, вул. Нахімова/ вул. Будьонного | 296      |
| Гробниця "Дюрбе кубовидне" Мімбар                            | -"-                                        | м. Бахчисарай, вул. Будьонного                | 298      |
| Лазня                                                        | XVIII-XIX сторіччя                         | м. Бахчисарай, вул. Затрубченко, 8            | 6        |
| Фонтан                                                       | -"-                                        | м. Бахчисарай, вул. Комунарів, 3              | 8        |
| Фонтан                                                       | XIX сторіччя                               | м. Бахчисарай, вул. Краснофлотська, 35        | 9        |
| Гробниця "Ескі-Дюрбе"                                        | XIV сторіччя                               | м. Бахчисарай, вул. З. Космодем'янської       | 286      |
| Караїмська кенаса                                            | друга половина XIX сторіччя                | м. Бахчисарай, вул. Леніна, 67                | 1642     |
| Кав'ярня                                                     | XIX сторіччя                               | м. Бахчисарай, вул. Леніна, 81                | 11       |
| Мечеть Тохтали-Джамі                                         | 1704 рік                                   | м. Бахчисарай, вул. Р. Люксембург, 7          | 1229     |
| Будинок колишньої друкарні "Терджиман"                       | кінець XIX - початок XX сторіччя           | м. Бахчисарай, вул. Р. Люксембург, 47а        | 3245     |
| Будинок житловий                                             | -"-                                        | м. Бахчисарай, вул. О. Македонського, 6а      | 1645     |
| Садиба                                                       | XIX сторіччя                               | м. Бахчисарай, вул. К. Маркса, 31             | 1646     |
| Гробниця "Дюрбе малий восьмигранник"                         | XV-XVI сторіччя                            | м. Бахчисарай, пров. Первомайський            | 297      |
| Гробниця "Старовинне Дюрбе"                                  | XIV-XV сторіччя                            | м. Бахчисарай, вул. М. Фрунзе                 | 299      |
| Будівля школи                                                | XIX сторіччя                               | м. Бахчисарай, вул. Річкова, 125              | 1649     |
| Каплиця                                                      | кінець XIX сторіччя                        | м. Бахчисарай, вул. Партизанська              | 3493     |
| Каплиця                                                      | 1896 рік                                   | м. Бахчисарай, вул. О. Пушкіна                | 757      |
| Будинок Д. Пачаджи                                           | кінець XVII-XVIII сторіччя                 | м. Бахчисарай, вул. О. Пушкіна, 1             | 3494     |
| Мечеть Ісмі-Хан                                              | початок XX сторіччя                        | м. Бахчисарай, вул. Севастопольська           | 4        |
| Мечеть                                                       | XVIII сторіччя                             | м. Бахчисарай, вул. Севастопольська, 41а      |          |
| Школа "Зінджирли-Медресе"                                    | 1500 рік                                   | м. Бахчисарай, вул. Басенко, 57               | 288      |
| Дюрбе Хаджи Герая                                            | 1501 рік                                   | м. Бахчисарай, вул. Басенко, 57               | 287      |
| Фортеця і печерне місто "Чуфут-Кале"                         | VI-XIX сторіччя                            | -"-                                           | 290      |
| Дюрбе                                                        | XVI-XVIII сторіччя                         | с. Айвове, вул. К. Маркса, 16                 | 10       |
| Укріплення на скелі Бурун-Кая                                | IX-X сторіччя                              | с. Баштанівка                                 | 706      |
| Монастир печерний Качи-Кальон                                | XIX сторіччя                               | -"-                                           | 1230     |
| Церква Іоанна Предтечі                                       | XIV-XV сторіччя                            | с. Верхоріччя                                 | 1231     |
| Укріплення Керменчик                                         | -"-                                        | с. Високе                                     | 1660     |
| Комплекс фортеці та печерного міста "Мангуп-Кале"            | V-VI та XIV-XV сторіччя                    | с. Ходжа Сала                                 | 292      |
| Фортифікаційна стіна                                         | VIII-IX сторіччя                           | -"-                                           | 1661     |
| Трьохабсидна базиліка                                        | IX-XVIII сторіччя                          | -"-                                           | 968      |
| Руїни печерного міста Ески-Кермен                            | VI сторіччя                                | с. Красний Мак                                | 294      |
| Башта "Киз-Куле"                                             | X-XIV сторіччя                             | -"-                                           | 293      |
| Печерна церква Донаторів                                     | X-XV сторіччя                              | -"-                                           | 1234     |
| Архангельська церква                                         | 1328 рік                                   | с. Кудрине                                    | 1232     |
| Печерна церква Тепе-Кермен                                   | V-VIII сторіччя                            | -"-                                           | 295      |
| Печерне місто Киз-Кермен                                     | IX сторіччя                                | -"-                                           | 1233     |
| Печерний монастир "Челтер Коба"                              | VIII-XV сторіччя                           | с. Мале Садове                                |          |
| Монастир та печери Данильча-Коба                             | X-XV сторіччя                              | -"-                                           | 1670     |
| Мури оборонні та Сюренська башта                             | VIII-XVIII сторіччя                        | -"-                                           | 291      |
| Укріплення Пампук-Кая                                        | XII-XV сторіччя                            | с. Нижня Голубинка                            | 688      |
| Фонтан з арабською в'яззю                                    | середина XIX сторіччя                      | с. Новоульянівка                              | 1673     |
| Церква                                                       | XVIII сторіччя                             | с. Охотниче                                   | 1674     |
| Фортеця Сандик-Кая                                           | XIV-XV сторіччя                            | с. Поляна                                     | 708      |
| Печерне місто Бакла                                          | IV-XIII сторіччя                           | с. Скалисте                                   | 1236     |
| Мечеть Кутлерська                                            | XIX-XX сторіччя                            | с. Соколине, вул. Титова, 44                  | 1678     |
| Мечеть (князя Булгакова Алі-бея)                             | XVIII-XIX сторіччя                         | с. Соколине, вул. Фрунзе, 29                  | 1679     |
| Укріплення Сююрю-Кая                                         | X-XIII сторіччя                            | с. Соколине                                   | 707      |
| Комплекс середньовічний на горі Бойко                        | X-XIV сторіччя                             | -"-                                           | 711      |
| Поселення, храм та каменярня                                 | XIII-XV сторіччя                           | -"-                                           | 2872     |
| Поселення та храм Ай-Нікола                                  | IX-XV сторіччя                             | -"-                                           | 2873     |
| Поселення та храм                                            | XII-XV сторіччя                            | -"-                                           | 2870     |
| Монастирський комплекс біля печери Данильча-Коба:            | X-XIII сторіччя                            | -"-                                           | 2045     |
| храм (руїни)                                                 | -"-                                        | -"-                                           | 2045/1   |
| фортифікаційна стіна (руїни) в урочищі Папас-Баїр            | -"-                                        | -"-                                           | 2045/2   |
| Комплекс колишнього Юсуповського палацу:                     | 1883-1910 роки                             | -"-                                           | 175-Кр   |
| головний корпус                                              | -"-                                        | -"-                                           | 175-Кр/1 |
| корпус з баштою                                              | -"-                                        | -"-                                           | 175-Кр/2 |
| господарські будівлі (людська, конюшня, пральня)             | -"-                                        | -"-                                           | 175-Кр/3 |
| фонтан                                                       | -"-                                        | -"-                                           | 175-Кр/4 |
| фонтан сліз на фасаді головного корпусу                      | -"-                                        | -"-                                           | 175-Кр/5 |
| колишня Юсуповська мечеть                                    | -"-                                        | -"-                                           | 175-Кр/6 |
| Житлова будівля садиби Н.А. Говорова                         | кінець XIX - початок XX сторіччя           | с. Танкове                                    | 1683     |
| Укріплення Кермен                                            | V-VI сторіччя до нової ери - X-XV сторіччя | с. Трудолюбівка                               | 712      |
| Укріплення на горі Яман-Таш                                  | X-XV сторіччя                              | с. Щасливе                                    | 3140     |
| Поселення, храм і могильник на горі Кіпія                    | XII-XV сторіччя                            | -"-                                           | 2871     |

## Євпаторійська міська рада
| Будинок Ю.М. Гілеловича             | початок XX сторіччя   | м. Євпаторія, вул. Дувановська, 11/ вул. С. Кірова, 2 | 90-Кр |
| Дача                                | початок XX сторіччя   | м. Євпаторія, просп. Леніна, 28а                      | 33    |
| Будинок, у якому жила Леся Українка | середина XIX сторіччя | м. Євпаторія, вул. Революції, 41                      | 273   |

## Керченська міська рада
| Меморіальний комплекс "Аджимушкайські каменоломні"    | 1903-1907 роки, 1919 рік, 1941-1944 роки | м. Керч, вул. Краснопартизанська | 323    |
| Місце, де розміщувався шпиталь Ельтигенського десанту | 1943 рік                                 | м. Керч, вул. Г. Петрової        | 1906   |
| Будинок Місаксуді (історико- археологічний музей)     | кінець XIX сторіччя                      | м. Керч, вул. Я. Свердлова, 22   | 1206   |
| Будівля гімназії                                      | 1885-1905 роки                           | м. Керч, вул. Театральна, 34     | 103-Кр |
| Будинок житловий                                      | середина XIX сторіччя                    | м. Керч, вул. Театральна, 36     | 105-Кр |

## Кіровський район
| Будинок-музей письменника О.С. Гріна | початок XX сторіччя | м. Старий Крим, вул. К. Лібкнехта, 52 | 1083 |

## Сакський район
| Колишній особняк цесаревича | 1913 рік | м. Саки, вул. Курортна, 29 | 98 |

## Судацька міська рада
| Комплекс споруд Генуезької фортеці | X-XVIII сторіччя | м. Судак, Фортечна гора | 279 |

## Феодосійська міська рада
| Будинок художника Л.Ф. Лагоріо                                   | друга половина XIX сторіччя | м. Феодосія, просп. І. Айвазовського, 11 | 114-Кр |
| Особняк Є.К. Мезирової                                           | 1880 рік                    | м. Феодосія, вул. Галерейна, 4           | 113    |
| Будинок Феодосійського меморіального музею О. Гріна              | початок XX сторіччя         | м. Феодосія, вул. Галерейна, 10          | 436    |
| Будинок колишньої земської управи, в якому працював Д.І. Ульянов | XIX сторіччя                | м. Феодосія, вул. Земська, 4             | 427    |

## Ялтинська міська рада
| Будинок О.Т. Тянкова                                            | 1900 рік                | м. Ялта, вул. М. Бірюкова, 12/16                                  | 3808    |
| Будинок, у якому жила Леся Українка                             | 80-ті роки XIX сторіччя | м. Ялта, вул. Єкатерининська, 8а                                  | 593     |
| Будівля міського театру                                         | початок XX сторіччя     | м. Ялта, вул. Єкатерининська, 13а                                 | 28      |
| Вілла                                                           | середина XIX сторіччя   | м. Ялта, вул. Пушкінська, 5, 5г                                   | 6       |
| Палац графа О.М. Новосельцева                                   | 1900-1902 роки          | м. Ялта, вул. С. Халтуріна, 32                                    | 4       |
| Особняк для проживання курортників                              | -"-                     | м. Ялта, вул. С. Халтуріна, 32а                                   | 5       |
| Будинок колишнього санаторію "Яузлар", заснованого А.П. Чеховим | -"-                     | м. Ялта, вул. С. Халтуріна, 32                                    | 9       |
| Особняк                                                         | 1914 рік                | смт Гаспра, Севастопольське шосе, 8                               | 145     |
| Особняк                                                         | 1870 рік                | -"-                                                               | 146     |
| Дача Кавкасидзе                                                 | початок XIX сторіччя    | смт Гурзуф, Міжнародний дитячий центр "Артек", табір "Кипарисний" | 153     |
| Комплекс дач-готелів П. Губоніна                                | 1882-1898 роки          | смт Гурзуф, вул. Ленінградська, 1                                 | 620     |
| Будинок, у якому жив А.П. Чехов                                 | 80-ті роки XIX сторіччя | смт Гурзуф, вул. А. Чехова, 22                                    | 618     |
| Будинок, у якому жив О.С. Пушкін                                | 1808-1811 роки          | смт Гурзуф, Набережна імені О.С. Пушкіна, 3                       | 617     |
| Юсуповський палац (садиба)                                      | XIX-XX сторіччя         | смт Кореїз, Парковий спуск, 26                                    | 154     |
| Комплекс споруд Воронцовського палацу:                          | 1830-1846 роки          | м. Алупка, Палацове шосе, 10                                      | 1215    |
| головний корпус                                                 | 1830-1837 роки          | -"-                                                               | 1215/1  |
| бібліотечний корпус                                             | -"-                     | -"-                                                               | 1215/2  |
| Шуваловський корпус                                             | -"-                     | -"-                                                               | 1215/3  |
| господарський корпус                                            | -"-                     | -"-                                                               | 1215/4  |
| чайний будиночок та паркові споруди                             | 1824-1860 роки          | -"-                                                               | 1215/5  |
| фонтан "Трільбі"                                                | -"-                     | -"-                                                               | 1215/6  |
| фонтан "Східний"                                                | -"-                     | -"-                                                               | 1215/7  |
| фонтан "Готичний"                                               | -"-                     | -"-                                                               | 1215/8  |
| фонтан "Каскадний"                                              | -"-                     | -"-                                                               | 1215/9  |
| фонтан сліз "Марія"                                             | -"-                     | -"-                                                               | 1215/10 |
| фонтан                                                          | -"-                     | -"-                                                               | 1215/11 |
| фонтан амурів                                                   | -"-                     | -"-                                                               | 1215/12 |
| фонтан "Раковина"                                               | -"-                     | -"-                                                               | 1215/13 |
| фонтан-стела                                                    | -"-                     | -"-                                                               | 1215/14 |
| фонтан "Античний саркофаг"                                      | -"-                     | -"-                                                               | 1215/15 |
| фонтан                                                          | -"-                     | -"-                                                               | 1215/16 |
| фонтан-стела                                                    | -"-                     | -"-                                                               | 1215/17 |
| скульптури левів                                                | 1848 рік                | -"-                                                               | 1215/18 |
| квітники мармурові                                              | -"-                     | -"-                                                               | 1215/19 |
| вази мармурові                                                  | -"-                     | -"-                                                               | 1215/20 |
| лави кам'яні                                                    | -"-                     | -"-                                                               | 1215/21 |
| статуї половецькі                                               | -"-                     | -"-                                                               | 1215/22 |
| візантійські колони                                             | -"-                     | -"-                                                               | 1215/23 |
| господарські будівлі                                            | -"-                     | -"-                                                               | 1215/24 |
| павільйон кам'яний над басейном                                 | -"-                     | -"-                                                               | 1215/25 |
| грот з мармуровою дошкою                                        | -"-                     | -"-                                                               | 1215/26 |
| палац Воронцовський                                             | -"-                     | -"-                                                               | 1215/27 |

## Зі змінами від 12 лютого 2010 року
| Найменування пам'ятки                                                                                             | Час створення               | Місце розташування                                           | Охоронний номер     |
| --- | --------------------------- | ------------------------------------------------------------ | ------------------- |
| Автономна Республіка Крим                                                                                         |                             |                                                              |                     |
| Будинок колишніх офіцерських зборів                                                                               | перша половина XIX сторіччя | м. Сімферополь, вул. К. Лібкнехта, 35                        | *                   |
| Комплекс Юсупівського палацу                                                                                      | XIX-XX сторіччя             | Підрозділ Секретаріату Президента України                    | *                   |
| Алуштинська міська рада                                                                                           |                             |                                                              |                     |
| Вілла "Анна" | 1908-1910 роки              | Санаторій "Рабочий уголок"                                   | *                   |
| Вілла "Марина" | 1912 рік                    | -"-                                                          | *                   |
| Ялтинська міська рада                                                                                             |                             |                                                              |                     |
| Садово-парковий і архітектурний комплекс санаторію "Ялта" ЧФ РФ                                                   | XIX-XX сторіччя             | м. Ялта, вул. Севастопольська, 12/43, санаторій "Ялта" ЧФ РФ | *                   |
| Комплекс споруд Лівадійського палацу:                                                                             | XIX-XX сторіччя             | смт Лівадія, вул. Батурина                                   | 1221                |
| Великий палац (будівля 1910-1911 років), у якому 4-11 лютого 1945 року проходила Кримська (Ялтинська) конференція | -"-                         | -"-                                                          | 1221/1              |
| Церква Здвиження Хреста Господнього                                                                               | -"-                         | -"-                                                          | 1221/2              |
| Палац Фредерікса                                                                                                  | -"-                         | -"-                                                          | 1221/3              |
| Свитський корпус                                                                                                  | -"-                         | -"-                                                          | 1221/4              |
| Паркові споруди та малі архітектурні форми:                                                                       |                             | -"-                                                          | 1221/5              |
| Колодязь із химерою                                                                                               | XIX-XX сторіччя             | -"-                                                          | 1221/5-1            |
| Колона Махмуд-хана                                                                                                | 1838-1839 роки              | -"-                                                          | 1221/5-2            |
| Леви парадного входу Великого палацу (2 одиниці)                                                                  | XIX-XX сторіччя             | -"-                                                          | 1221/5-3            |
| Ковані ворота Італійського дворика Великого палацу                                                                | -"-                         | -"-                                                          | 1221/5-4            |
| Лави мармурові Італійського дворика Великого палацу (6 одиниць)                                                   | -"-                         | -"-                                                          | 1221/5-5            |
| Фонтан в Італійському дворику Великого палацу                                                                     | -"-                         | -"-                                                          | 1221/5-6            |
| Фонтан "Марія" в Арабському дворику Великого палацу                                                               | -"-                         | -"-                                                          | 1221/5-7            |
| Фонтан на східному фасаді Великого палацу                                                                         | -"-                         | -"-                                                          | 1221/5-8            |
| Фонтан "Лівадія" (з головою баранчика) біля західного фасаду Великого палацу                                      | -"-                         | -"-                                                          | 1221/5-9            |
| Дивани мармурові на східному фасаді Великого палацу                                                               | -"-                         | -"-                                                          | 1221/5-10           |
| Дзвіниця біля західного фасаду Великого палацу                                                                    | -"-                         | -"-                                                          | 1221/5-11           |
| Ваза "з орлами" (на території Лівадійського парку)                                                                | -"-                         | -"-                                                          | 1221/5-12           |
| Постаменти та вази із яшми (портик північного фасаду Великого палацу) (2 одиниці)                                 | -"-                         | -"-                                                          | 1221/5-13           |
| Комплекс споруд палацу Олександра III:                                                                            | 1880-1902 роки              | м. Ялта, смт Масандра                                        | 4617-АР             |
| Палац Олександра III                                                                                              | -"-                         | -"-                                                          | 4617/1-АР           |
| Напівкругла підпірна стіна з арками, вазами, ліхтарними колонами і пристінними фонтанами                          | -"-                         | -"-                                                          | 4617/2-АР           |
| Підпірна стіна із чотирьохщаблевими сходами, скульптурами "Сфінкс", вазами і стовпами                             | -"-                         | -"-                                                          | 4617/3-АР           |
| Підпірна стіна з вазами і тумбою                                                                                  | -"-                         | -"-                                                          | 4617/4-АР           |
| Скульптурна група на західному фасаді палацу: дві скульптури "Сатир", дві скульптури "Химера", три чаші фонтанів  | -"-                         | -"-                                                          | 4617/5-АР           |
| Басейн декоративний                                                                                               | -"- -"-                     | -"- -"-                                                      | 4617/6-АР 4617/6-АР |
| Вази на ґанку головного входу (6 одиниць)                                                                         | -"-                         | -"-                                                          | 4617/ /7/1-6-АР     |
| Балюстрада з вазами на терасі західного фасаду                                                                    | -"-                         | -"-                                                          | 4617/8-АР           |
| Спарені колони | -"-                         | -"-                                                          | 4617/9-АР           |
| Сходи | -"-                         | -"-                                                          | 4617/10-АР          |

- - на момент включення до переліку охоронний номер не присвоєно